# クリエイト・ダイニング
株式会社クリエイト・ダイニングは、東京都品川区東五反田に本社を置き、飲食店を企画・運営する企業。クリエイト・レストランツ・ホールディングスの完全子会社。「リオグランデグリル」「南翔饅頭店」「雛鮨」「吉座」「レインフォレストカフェ」「ピッタゼロゼロ」「イクスピアリキッチン」「銀座木屋」「そば田」などの運営を行っている。

## 沿革
- 1999年10月20日 - オリエンタルランドの完全子会社「株式会社アールシー・ジャパン」として設立。
- 2000年
  - 2月 - 三菱商事から29%、RAINFOREST CAFE,INC.から20%、それぞれ出資を受けて合弁。
  - 7月 - 東京ディズニーリゾート・イクスピアリ内に日本初のRAINFOREST CAFE「レインフォレストカフェ・トーキョー」を開店。
- 2004年4月 - さいたま市のショッピングセンター「ステラタウン」にバーベキューレストラン「BUENA COSTA 129」を開店。
- 2005年
  - 3月15日 - 「Lengua de Gaudi（ガウディの舌）」を開店。
  - 12月1日 - さいたま市「ステラタウン」の「BUENA COSTA 129」を「自然派バイキング『わらべ』」に業態転換して新装開店。
- 2006年11月1日 - 東京都武蔵野市吉祥寺に「自然派バイキング『わらべ』吉祥寺店」を開店。
- 2015年
  - 8月12日 - オリエンタルランドはクリエイト・レストランツ・ホールディングスへ保有全株式の譲渡を発表。
  - 9月1日 - 経営権が譲渡され、クリエイト・レストランツ・ホールディングスの子会社となる。
- 2016年9月 - 株式会社クリエイト吉祥、株式会社上海美食中心と合併及び株式会社クリエイト・レストランツの一部事業を分割承継して「株式会社クリエイト・ダイニング」へ商号変更。
- 2020年9月 - 株式会社クリエイト・ベイサイド及び木屋フーズ株式会社を吸収合併。